# Chennai Super Kings
Die Chennai Super Kings (oft CSK abgekürzt) sind ein indisches Cricketteam, welches Chennai in der Indian Premier League repräsentiert. Das Heimatstadion ist das M. A. Chidambaram Stadium in Chennai. Das Team konnte die Indian Premier League in den Saisons 2010, 2011, 2018, 2020 und 2023 gewinnen. Im Jahr 2010 und 2014 konnten die Super Kings die Champions League Twenty20 gewinnen. Wegen eines Wettskandals 2015 wurde das Team, zusammen mit den Rajasthan Royals, für zwei Jahre von der IPL suspendiert. Die Rising Pune Supergiants ersetzten die Chennai Super Kings während der Saisons 2016 und 2017 in der Indian Premier League.

## Abschneiden in der IPL
| Jahr | Spiele | Siege | Niederlagen | No Result | Endplatzierung (Vorrunde) |
| ---- | ------ | ----- | ----------- | --------- | ------------------------- |
| 2008 | 14     | 8     | 6           | 0         | Finale (3/8)              |
| 2009 | 14     | 8     | 5           | 1         | Halbfinale (2/8)          |
| 2010 | 14     | 7     | 7           | 0         | Sieger (3/8)              |
| 2011 | 14     | 9     | 5           | 0         | Sieger (2/10)             |
| 2012 | 16     | 8     | 7           | 1         | Finale (4/9)              |
| 2013 | 16     | 11    | 5           | 0         | Finale (1/9)              |
| 2014 | 14     | 9     | 5           | 0         | Halbfinale (3/8)          |
| 2015 | 14     | 9     | 5           | 0         | Finale (1/8)              |
| 2018 | 14     | 9     | 5           | 0         | Sieger (2/8)              |
| 2019 | 14     | 9     | 5           | 0         | Finale (2/8)              |

## Abschneiden in der Champions League
| Jahr | Spiele | Siege | Niederlagen | No Result | Endplatzierung (Vorrunde) |
| ---- | ------ | ----- | ----------- | --------- | ------------------------- |
| 2010 | 6      | 5     | 1           | 0         | Sieger (1/5)              |
| 2011 | 4      | 1     | 3           | 0         | Vorrunde (5/5)            |
| 2012 | 4      | 2     | 2           | 0         | Vorrunde (3/5)            |
| 2013 | 5      | 3     | 2           | 0         | Halbfinale (2/5)          |
| 2014 | 6      | 4     | 1           | 1         | Sieger (2/5)              |

- 2009 konnte sich das Team nicht qualifizieren.
- 2008 wurde das Turnier wegen Anschlägen in Mumbai nicht ausgetragen.